# Grabbhalvan (opera)
Grabbhalvan är en opera för barn, med libretto av Bengt Malmros och musik av Björn Linnman.
Verket är ett beställningsverk för Norrlandsoperan och uruppfördes på Norrlandsoperan den 1 oktober 1994. Besättningen är 2 sångare (sopran och baryton), oboe, fagott, horn, trombon, slagverk, stråkkvartett och kontrabas. Vid uruppförandet sjöngs de två rollerna av Carina Strandberg och Bo Rosenkull. Speltiden är 60 min.
Operan spelades säsongen maj–oktober 2000 på Göteborgsoperan med Pia Svorono och Åke Zetterström i rollerna.